# La riva dei peccatori
La riva dei peccatori (Lady from Louisiana) è un film del 1941 diretto da Bernard Vorhaus.
È un film drammatico statunitense a sfondo catastrofico con John Wayne, Ona Munson e Ray Middleton.

## Trama
Stati Uniti, anni 1890. L'avvocato John Reynolds e la giovane donna del Sud Julie Mirbeau si incontrano su un battello diretto a New Orleans e si innamorano. All'arrivo sono accolti dal padre di Julie, il generale Anatole Mirbeau, che gestisce la popolare lotteria di Stato della Louisiana e dalla zia di Reynold, Blanche, che è una figura chiave nel campo delle proteste contro le lotterie statali e il gioco d'azzardo e che spera che John, quale nuovo procuratore generale, metta fine al concorso di Mirbeau.
John viene invitato a casa di Mirbeau dove Julie e suo padre gli spiegano che la lotteria non è solo fonte di divertimento popolare ma nasconde anche una giusta causa: la raccolta di fondi per la beneficenza verso molte istituzioni come ospedali o per opere meritorie quali la costruzione di argini per il fiume.
Sconosciuto al generale Mirbeau è il suo assistente Blackie, che taglieggia (e talvolta uccide) i vincitori della lotteria con l'aiuto della banda di criminali guidata da Cuffy Brown. Mirbeau viene ucciso da Cuffy e il rapporto tra John e Julie si interrompe perché quest'ultima ritiene John responsabile della morte del padre. Durante il processo finale contro l'organizzazione criminale, si scatena una tempesta di fulmini che abbatte uno degli argini della città. A questo punto John dovrà non solo catturare Blackie in fuga ma anche salvare la città di New Orleans.

## Produzione
Il film, diretto da Bernard Vorhaus su una sceneggiatura di Vera Caspary, Michael Hogan e Guy Endore con il soggetto di Edward James e Francis Edward Faragoh, fu prodotto da Bernard Vorhaus per la Republic Pictures e girato dal 3 marzo 1941 (la pre-produzione era tuttavia iniziata già nel tardo 1939). Il titoli di lavorazione furono Lady from New Orleans e Lady of New Orleans. Il brano Trés Bien è scritto e composto da Jule Styne e Eddie Cherkose.

## Distribuzione
Il film fu distribuito negli Stati Uniti il 22 aprile 1941  dalla Republic Pictures.
Le altre delle uscite internazionali sono state:
- nel Regno Unito il 9 gennaio 1942
- in Svezia l'8 gennaio 1943 (Stormfloden)
- in Portogallo il 31 marzo 1943 (Carnaval da Vida)
- nei Paesi Bassi il 30 maggio 1947 (De stad der zonde)
- in Giappone l'8 dicembre 1953
- in Brasile (Carnaval da Vida per la versione sottotitolata e A Dama de Louisiana per la riedizione)
- in Grecia (I leshi tou thanatou)
- in Francia (La fille du péché)
- in Spagna (Tormenta en la ciudad)
- in Italia (La riva dei peccatori)

## Critica
Secondo il Morandini il film è un "mediocre poliziesco in cui l'intrigo soffoca i personaggi." Secondo Leonard Maltin è un "mediocre film in costume".